# Prince Charming
Prince Charming è il terzo e ultimo album discografico del gruppo musicale new wave Adam and the Ants, pubblicato nel 1981.

## Il disco
Il disco è stato registrato presso gli AIR Studios di Londra nell'agosto 1981. Vi ha partecipato il bassista Gary Tibbs (già con i Roxy Music) al posto di Kevin Mooney, bassista nel disco precedente.
Il disco contiene due tracce tra le più conosciute del gruppo: Stand and Deliver e la title track Prince Charming.
Si tratta dell'ultimo album del gruppo, dal momento che il successivo è stato pubblicato a nome Adam Ant.

## Tracce
1. Scorpios – 2:46
2. Picasso Visita El Planeta De Los Simios – 3:28
3. Prince Charming – 3:18
4. Five Guns West – 5:02
5. That Voodoo! – 4:18
6. Stand and Deliver – 3:35
7. Mile High Club – 2:42
8. Ant Rap – 3:26
9. Mowhok – 3:28
10. S.E.X. – 3:50
11. The Lost Hawaiians – 1:05

## Formazione
- Adam Ant - voce, armonica
- Marco Pirroni - chitarra
- Merrick (Chris Hughes) - batteria
- Terry Lee Miall - batteria
- Gary Tibbs - basso